# Megachile kelnerae
Megachile kelnerae är en biart som beskrevs av Pasteels 1978. Megachile kelnerae ingår i släktet tapetserarbin, och familjen buksamlarbin. Inga underarter finns listade i Catalogue of Life.